# Americana (альбом Нила Янга и Crazy Horse)
Americana — тридцать третий студийный альбом канадского автора-исполнителя Нила Янга (девятый совместно с Crazy Horse), изданный в 2012 году. Первый новый альбом Янга и Crazy Horse после Greendale 2003 года.

## Об альбоме
Последний раз Янг записывался с Crazy Horse девять лет назад, к тому же без Фрэнка Сампедро. После 2003 года музыкант сосредоточился на сольной, а также общественной деятельности. Лишь в 2011 году, во время премьеры документального фильма Джонатана Демми «Neil Young Journeys», исполнитель заявил о намерении записать новый альбом с Crazy Horse после долгих лет бездействия. Запись Americana длилась полгода, с сентября 2011-го по февраль 2012-го, исключительно во время полнолуния. Как вспоминал впоследствии Фрэнк Сампедро: «Мы играли каждую сессию по пять-семь дней только во время полной луны, и так в течение шести месяцев. Это было безумие». Гитарист Crazy Horse продолжает: «В конце сессии я сказал: „Нил, это было весело и всё такое. Но было бы лучше, если бы мы просто джемовали“. И Нил отвечает: „Было бы неплохо“. Я говорю: „Бери два аккорда и пошли“. Мы начали играть песню из двух аккордов и это длилось минут тридцать». В итоге эти джем-записи легли в основу альбома Psychedelic Pill, который вышел через несколько месяцев после Americana.

## Отзывы
Americana получил смешанные отзывы критиков. Грег Кот из Chicago Tribune дал альбому 3.5 звезды из 4, отметив суровую реальность, которую показывают песни Americana. В то же время рецензент The Guardian Майкл Ганн раскритиковал альбом за его «небрежность» и «невероятную бессмысленность». С коммерческой же точки зрения, Americana оказался весьма удачным. Он занял 4 место в основном чарте Billboard 200 и 1 место в чарте рок-альбомов, а также 2 место в канадском альбомном чарте.

## Список композиций

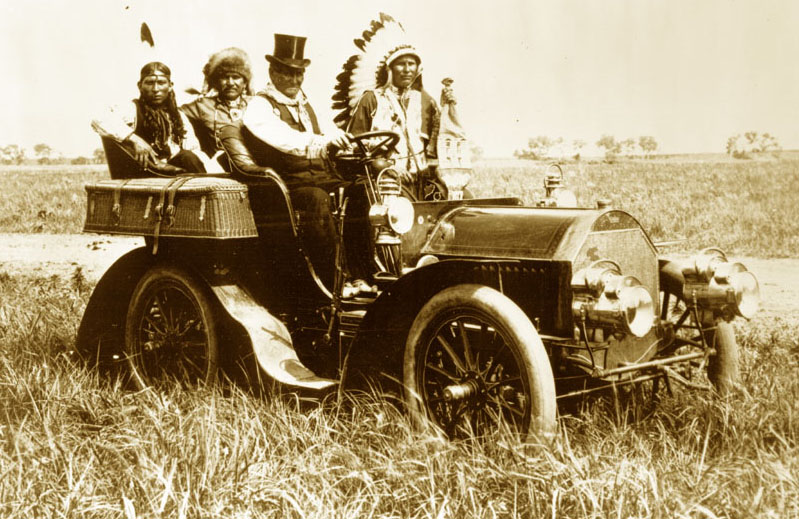
Фотография индейских вождей, к которой были приклеены лица троицы Crazy Horse и Нила Янга

| №   | Название                 | Автор(ы)        | Аранжировка   | Длительность |
| --- | ------------------------ | --------------- | ------------- | ------------ |
| 1.  | «Oh Susannah»            | Стивен Фостер   | Тима Роуза    | 5:03         |
| 2.  | «Clementine»             | Народная        | Нила Янга     | 5:42         |
| 3.  | «Tom Dula»               | Народная        | Нила Янга     | 8:13         |
| 4.  | «Gallows Pole»           | Народная        | Одетты Холмс  | 4:15         |
| 5.  | «Get a Job»              | The Silhouettes | Оригинальная  | 3:01         |
| 6.  | «Travel On»              | Народная        | Пола Клейтона | 6:47         |
| 7.  | «High Flyin' Bird»       | Билли Эдд Уилер | Оригинальная  | 5:30         |
| 8.  | «Jesus' Chariot»         | Народная        | Нила Янга     | 5:38         |
| 9.  | «This Land Is Your Land» | Вуди Гатри      | Оригинальная  | 5:26         |
| 10. | «Wayfarin’ Stranger»     | Народная        | Бёрла Айвза   | 3:07         |
| 11. | «God Save the Queen»     | Томас Арн       | Нила Янга     | 4:08         |

## Участники записи
- Нил Янг — вокал, гитара
- Фрэнк Сампедро — гитара
- Билли Тэлбот — бас-гитара
- Ральф Молина — ударные

Гости
- Дэн Греко — перкуссия
- Стивен Стиллз — бэк-вокал
- Пеги Янг — бэк-вокал